# ستيفن جونز (محامي)
ستيفن جونز (بالإنجليزية: Stephen Jones)‏ هو محامي أمريكي، ولد في 1 يوليو 1940 في لافاييت في الولايات المتحدة.